# 루키우스 안나이우스 세네카

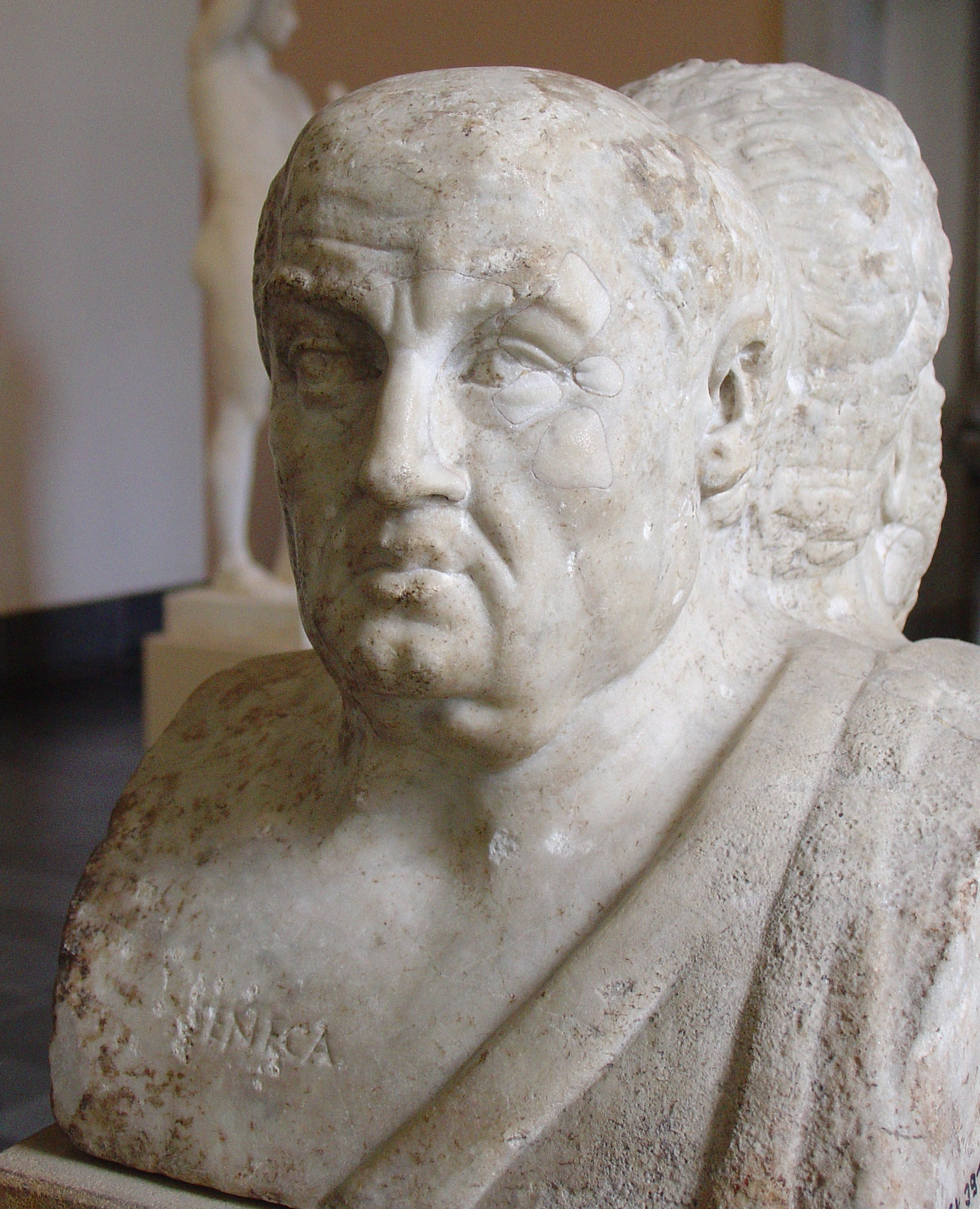
세네카의 고대 흉상, 양면으로 된 소크라테스 두상의 부분

루키우스 안나이우스 세네카(Lucius Annaeus Seneca, 기원전 4년 ~ 65년 4월)는 로마 제국 시대의 정치인, 사상가, 문학자이다. 로마 제국의 황제인 네로의 스승으로도 유명하다. 동명의 아버지 대 세네카와 구분하기 위해 소 세네카로도 불린다.

## 생애
로마 제국의 지방주인 히스파니아 울테리오(현재의 스페인)의 수도 코르두바에서 귀족 마르쿠스 루키우스 안나이우스 세네카와 헬비아 사이 둘째 아들로 태어났다. 그는 겨우 걸음마를 시작할 무렵 이모를 따라 로마에서 이모에게 업혀 성장했다. 아버지 권유에 따라 정치가가 되기 위한 교육을 받다. 이 시기에 세네카는 스토아 철학자 아탈로스, 피타고라스 학파의 철학자 소티온에게서 철학을 들은 것으로 알려져 있다. 정치 무대에 나설 나이가 되었을 때 심한 천식으로 인하여 당시 이집트 지방 지사를 하고 있던 이모부 가이우스 갈레리우스의 집에서 약 6년간 휴양 생활을 했다.
31년경 로마로 돌아와 활동하기 시작했다. 그는 곧 황제 칼리굴라와 충돌했다. 황제는 그를 죽이려 했으나 그의 목숨이 얼마 남지 않았다는 변론 때문에 그만두었다. 41년에 황제 클라우디우스는 자신의 조카딸 율리아 리빌라 공주와 간통했다는 혐의로 세네카를 코르시카로 추방했다. 부적합한 환경에서 그는 자연과학과 철학을 공부했고 〈위로문 Consolationes〉라는 제목으로 3편의 짧은 글을 썼다. 황제의 부인 아그리피나의 영향력 덕분에 49년 로마로 다시 돌아왔다. 그는 50년에 집정관이 되었고 폼페이아 파울리나와 결혼했으며, 신임 근위대장인 섹스투스 아프라니우스 부루스 등 강력한 친구 집단을 만들었고 훗날의 황제인 네로의 스승이 되었다.
54년에 클라우디우스가 암살되자 세네카와 부루스는 권력의 정상에 올랐다. 그들의 친구들은 게르마니아와 파르티아 국경 지역에 대한 대규모 군사권을 장악했다. 네로는 세네카가 초안을 쓴 첫 대중연설에서 원로원에 자유를 주고 자유민과 여성의 영향력을 끝장내겠다고 약속했다. 네로의 어머니 아그리피나(Agrippina the Younger)는 자기의 영향력을 계속 유지하겠다고 마음먹었으며 그밖에도 강력한 적들이 있었다. 그러나 세네카와 부루스는 비록 스페인과 갈리아 지방 출신이었지만 로마 세계의 문제점을 잘 알고 있었다. 그들은 재정·법률의 개혁을 단행했고 노예에 대한 좀 더 인간적인 태도를 장려했다.
62년에 부루스가 죽자 세네카는 권력을 더 유지할 수 없음을 깨달았다. 그는 은퇴를 허락받고 남은 해 동안 매우 뛰어난 철학책 몇 권을 썼다. 65년에 세네카의 적들은 그가 피소의 음모에 가담했다고 고발했다. 그는 자살을 명령받고 꿋꿋하고 침착하게 죽음을 맞이했다.

## 사상
그는 플라톤, 퀴닉 학파, 에피쿠로스 등의 영향을 많이 받아 영혼과 육체의 구별을 강조하면서, "현자는 삶을 갖는 동안만 산다고 생각하지 않고, 삶이 필요한 동안만 산다고 생각한다"고 말하였다. 또한 "인간은 육체에 구속되어 있지만 올바른 이성에 의해 인간답게 살아가며, 죽음으로써 노예 상태로부터 벗어난다. 철학이란 바로 이와 같은 선(善)을 추구하는 처세의 학문이다"고 주장하였다.
그는 로마 문학 사상 가장 패기 있는 독창적인 문호의 한 사람으로, 언제나 도의를 부르짖으며, 윤리 문제에 힘을 기울였다. 그는 매우 많은 저서를 남겼는데, <행복한 생활에 대하여> <마음의 안정에 대하여> 등 편지의 형식을 빌려 위로의 말이나 인생의 여러 문제에 대한 생각을 쓴 것과 자연 과학론이나 도덕론, 그리고 그리스 비극을 주로 한 비극 10편 등이 있다.

## 유명한 경구
우리는 매일 죽는다. 인간은 잘 죽는 법을 알지 못하는 한 잘 살 수 없다.

| “ | 우리 이전에 이런 발견들을 이룩한 사람들은 우리의 지배자들이 아니라 우리의 인도자들이다. 진리는 모두에게 열려 있으며 아직 누구도 그것을 독점한 적이 없다. 그리고 장차 후손들이 발견하게 될 것들도 아주 많이 남겨져 있다. | ” |

## 저작
그의 저작은 주로 철학적·윤리적, 때로는 자연과학적 에세이집과 친구 소(小)루킬리우스에게 보낸 <서간집>(63-65), 그리고 비극으로 대표되는 문학작품 등으로 대별된다. 에세이집에는 <노여움에 대해서> <행복론> 등 12편의 <대화>와 7권으로 된 <자연현상 연구>가 있다. <서간집>은 전20권 124통으로 인생의 제반 양상에 관한 스토아풍의 실천윤리에 대한 것이다.
비극작품으로는 9편이 있으며, 이것들이 현존하는 로마 작품의 전부이다. <헤라클레스> <트로이아의 여인들> <메데이아> <히폴리토스> 등 에우리피데스의 작품을 모방한 것과 <오이디푸스> <오이타의 헤라클레스>와 같은 소포클레스의 작품을 모방한 것, 그리고 아이스킬로스의 <아가멤논>의 라틴어극도 있으며, 그 밖의 2편도 그리스 비극의 테마를 편성하여 만들어져 있다.
모두가 극심한 수사적 과장이나 묘사적인 요소가 두드러지며, 그와 반대로 등장인물의 성격표현이나 심리적 일관성이 빈약하므로, 과연 극장에서의 상연을 의도해서 만들어졌는지는 의심스럽다. 그러나 폼페이의 벽화 등에서 엿볼 수 있는 당시의 호화로운 극장의 묘사적 분위기와 합치하는 점도 있고, 혹은 세네카의 수사적 기교가 가득찬 대사 등이 그 당시의 취향에 부응하는 것이었는지도 모른다.
르네상스 이후 고전극시대에 이르는 서구제국의 연극에 지대한 영향을 미쳤다. 이 밖에 클라우디우스 황제(재위 41-45)의 죽음에 즈음하여 지은 정치적 풍자시 <아포콜로킨토시스>도 그의 작품이라고 한다. <라틴 시화집>은 그의 단시를 많이 포함하고 있다.

### 세네카의 비극
파불라이 크레피다타이(그리스를 주제로 한 비극)
- 헤르쿨레스 또는 헤르쿨레스 푸렌스(헤라클레스의 광기)
- 트로아데스(트로이아 여인)
- 포이니사이(페니키아 여인)
- 메데아
- 파이드라
- 오이디푸스
- 아가멤논
- 티에스테스
- 헤르쿨레스 오이타이우스(오이테산의 헤라클레스): 일반적으로 세네카의 저작이 아닌 것으로 간주한다. 다니엘 헤인시위가 처음으로 부정하였다.

파불라 프라이텍스타(로마를 배경으로 한 비극)
- 옥타비아: 이 희곡은 세네카가 쓰지 않은 것이 확실시되는데, 세네카와 네로의 죽음에 대한 정확한 예언이 쓰여 있기 때문이다.[2] 양식 면에서 세네카의 희곡과 매우 유사하지만, 세네카의 죽음(베스파시아누스 통치 시기로 추정) 이후 세네카의 영향을 받고 그의 생전 사건들을 알고 있는 누군가가 쓴 것으로 보인다.[3] 문헌상으로는 세네카의 저작으로 알려졌으나 일찍이 페트라르카가 의문을 제기하였고,[4] 유스튀스 립시위스가 그의 저작임을 부정하였다.